# Nino Kurtsidze
Nino Kurtsidze (în georgiană ნინო ხურციძე; n. 28 septembrie 1975, Tbilisi, Republica Sovietică Socialistă Gruzină, URSS – d. 23 aprilie 2018, Tbilisi, Georgia) a fost o șahistă georgiană.

## Carieră
Ea a participat la Turneul Interzonal Feminin în 1993 la Jakarta, Indonezia și în 1995 la Chișinău, Moldova. Aceste evenimente au făcut parte din ciclul Campionatului Mondial de Șah Feminin din 1996 și, respectiv, 1999. În 1998 a câștigat la Rotterdam campionatul feminin pentru universități, organizat de FISU.
Kurtsidze a participat la Campionatul Mondial feminin desfășurat în format eliminatoriu în 2000, 2001, 2004, 2006, 2008, 2012, 2015 și 2017. Cele mai bune rezultate ale sale au avut loc la Moscova 2001 (a ajuns în optimi de finală, unde a fost învinsă de câștigătoarea finală, Zhu Chen), la Ekaterinburg 2006 (optimi de finală - învinsă de Alisa Galliamova) și la Teheran 2017 (optimi de finală - învinsă de Antoaneta Stefanova).
În competițiile pe echipe, Kurtsidze a jucat pentru Georgia la Olimpiada de șah feminin din 1998, 2000, 2002, 2006 și 2012, la Campionatul Mondial de șah feminin pe echipe din 2007, 2011, echipa câștigând medalia de bronz, și 2013, și la Campionatul European de șah feminin pe echipe din 1999, 2003, 2005, 2007, 2009, 2011 și 2013. Ea a făcut parte din echipa feminină a Georgiei la cel de-al 4-lea Campionat Mondial de Șah pe Echipe, desfășurat la Lucerna, Elveția, în 1997. Khurtsidze a concurat, de asemenea, în Cupa Europeană a Cluburilor pentru femei cu cinci echipe diferite, în 1996, 1999, 2001, 2005, 2006, 2007, 2008, 2009 și 2010.
În 2004, a ocupat locul al doilea în turneul Essen Open, în urma lui Evgheni Shaposnikov. În 2005, ea a fost a doua jucătoare de șah din Georgia, cu un rating FIDE de 2420. În 2012, Khurtsidze a luat parte la turneul FIDE Women's Grand Prix din Jermuk, Armenia.
Ea a locuit în Tbilisi și a fost antrenată timp de mulți ani de maestrul Konstantin Aseev.

## Decesul
Kurtsidze a murit de cancer în aprilie 2018 la vârsta de 42 de ani.